# 世羅西町
世羅西町（せらにしちょう）は、かつて広島県の中東部に存在した町。世羅郡の西側約3分の1を占めていた。
2004年10月1日に、世羅郡の全3町（甲山・世羅・世羅西）が新設合併し、改めて発足した世羅町に移行したことに伴い消滅した。

## 沿革
- 1889年4月1日 市町村制施行。世羅西町域には当時いずれも世羅郡に属する小国・津久志・津名・吉川の各村があった。
- 1955年3月31日 小国村全域と津久志村のうち山中福田地区、津名村（敷名を除く）、吉川村（吉原の一部を除く）が対等合併し世羅西町が成立した。

※一部地区が合併に参加した村のその後は以下の通りである。
- 津久志村 - 1956年1月15日世羅町（初代）に編入。
- 津名村 - 1955年3月31日世羅郡上山村（飯田の一部を除く）・双三郡板木村とともに対等合併して双三郡三和町（現：三次市）に移行。
- 吉川村 - 1955年3月31日世羅郡上山村飯田の一部とともに豊田郡豊栄町（1956年4月1日から賀茂郡に所属郡変更。現：東広島市）に編入。
- 2004年10月1日 世羅郡の全3町が対等合併し、改めて成立した世羅町に移行したことに伴い世羅西町も消滅した。

## 地理

### 河川
- 馬洗川 - 江の川支流。
- 美波羅川 - 江の川支流。

### 山
- 黒川明神山（535.2m）
- 津田明神山（593.0m）

## 名所・旧跡
- せらにし青少年旅行村・クアパルクせらにし

## 大字（2004年9月30日当時のデータ）
- 小国（おぐに）
- 上津田（かみづた）
- 黒川（くろがわ）
- 下津田（しもづた）
- 中（なか）
- 長田（ながた）
- 山中福田（やまなかふくだ）
- 吉原（よしわら）

## 交通（2004年9月30日当時のデータ）

### 鉄道
- 町内は全く通っていない。鉄道を利用する場合の最寄り駅はJR福塩線吉舎駅。

### 道路
国道
- 町内は全く通っていない。

主要地方道
- 広島県道28号吉舎豊栄線
- 広島県道45号三次大和線
- 広島県道52号世羅甲田線
- 広島県道56号府中世羅三和線

一般県道
- 1994年の主要地方道再編前には広島県道160号三次世羅西線、広島県道346号椋梨世羅西線、広島県道407号中安田三和線が町内を通っていたが、広島県道160号三次世羅西線と広島県道346号椋梨世羅西線は広島県道45号三次大和線に、広島県道407号中安田三和線は広島県道56号府中世羅三和線にそれぞれ再編されたため、それ以降は全く存在しない。

## 教育（2004年9月30日当時のデータ）

### 小学校
- 世羅西町立せらにし小学校

### 中学校
- 世羅西町立世羅西中学校

### 高等学校
- 広島県立三和高等学校 - 2007年過疎化や少子・高齢化に伴う生徒数減少により廃校。